# Copa Sudamericana 2003
Die Copa Sudamericana 2003 war die 2. Ausspielung des zweitwichtigsten südamerikanischen Fußballwettbewerbs für Vereinsmannschaften, der fortan aufgrund des Sponsorings des Automobilherstellers Nissan auch unter der Bezeichnung „Copa Nissan Sudamericana“ firmierte. In dieser zweiten Saison nahmen 35 Mannschaften, einschließlich Titelverteidiger CA San Lorenzo de Almagro, aus allen 10 Mitgliedsverbänden der CONMEBOL teil, wobei erstmals auch brasilianische Klubs am Start waren. Diese nahmen dann auch gleich mit der Rekordzahl von 12 Mannschaften teil. Der Wettbewerb wurde wie gehabt in der zweiten Jahreshälfte ausgespielt. Er begann am 30. Juli 2003 mit der Vorrunde in Brasilien und endete am 19. Dezember 2003 mit dem Finalrückspiel in Arequipa Peru. Der Titel ging an den peruanischen Verein Club Sportivo Cienciano.

## Modus
Im Vergleich zum Vorjahr wurde der Austragungsmodus stark geändert. Für das Viertelfinale qualifizierten sich demnach die jeweiligen Sieger regionaler Ausscheidungsrunden, wobei in einer Mischung aus Gruppenspielen und K.-o.-System gespielt wurde. Ab dem Viertelfinale wurde bis zum Finale dann wieder im reinen K.-o.-System mit Hin- und Rückspiel gespielt. Bei Punkt- und Torgleichheit galt die Auswärtstorregel. War auch die Zahl der auswärts erzielten Tore gleich, folgte im Anschluss an das Rückspiel unmittelbar ein Elfmeterschießen. Diese Regelung galt auch für das Finale.

## Ausscheidung Argentinien
Argentinien stellte sechs Teilnehmer, die in zwei Runden im K.-o.-System die zwei Teilnehmer am Viertelfinale ermittelten.

### 1. Runde
Freilose:
Boca Juniors
River Plate
Die Hinspiele fanden am 12. und 6. August, die Rückspiele am 28. August und 4. September 2003 statt.
|                  | Gesamt |                    | Hinspiel | Rückspiel |
| ---------------- | ------ | ------------------ | -------- | --------- |
| CA Colón         | 7:2    | CA Vélez Sarsfield | 3:1      | 4:1       |
| CA Independiente | 2:1    | Rosario Central    | 1:1      | 1:0       |

### 2. Runde
Die Hinspiele fanden am 17. und 24. September, die Rückspiele am 8. und 9. Oktober 2003 statt.
|                  | Gesamt |              | Hinspiel | Rückspiel |
| ---------------- | ------ | ------------ | -------- | --------- |
| CA Independiente | 1:8    | River Plate  | 1:4      | 0:4       |
| CA Colón         | 2:3    | Boca Juniors | 1:1      | 1:2       |

Argentiniens Vertreter für das Viertelfinale waren somit River Plate und Boca Juniors.

## Ausscheidung Brasilien

### Gruppenphase
Die zwölf Vertreter Brasiliens ermittelten in vier Dreiergruppen die Teilnehmer an der innerbrasilianischen Finalrunde, welche die jeweiligen Gruppensieger erreichten. Gespielt wurde in einer einfachen Runde Jeder gegen Jeden, so dass jedes Team jeweils ein Heim- und ein Auswärtsspiel hatte.

#### Gruppe 1
| Pl. | Verein           | Sp. | S | U | N | Tore    | Diff. | Punkte |
| --- | ---------------- | --- | - | - | - | ------- | ----- | ------ |
| 1.  | FC Santos        | 2   | 1 | 1 | 0 | 004:100 | +3    | 04     |
| 2.  | SC Internacional | 2   | 1 | 1 | 0 | 004:200 | +2    | 04     |
| 3.  | CR Flamengo      | 2   | 0 | 0 | 2 | 001:600 | −5    | 0      |

| 13. August 2003   |     |                  |
| FC Santos         | 1:1 | SC Internacional |
| 27. August 2003   |     |                  |
| SC Internacional  | 3:1 | CR Flamengo      |
| 3. September 2003 |     |                  |
| CR Flamengo       | 0:3 | FC Santos        |

#### Gruppe 2
| Pl. | Verein           | Sp. | S | U | N | Tore    | Diff. | Punkte |
| --- | ---------------- | --- | - | - | - | ------- | ----- | ------ |
| 1.  | Fluminense FC    | 2   | 2 | 0 | 0 | 004:000 | +4    | 06     |
| 2.  | Atlético Mineiro | 2   | 1 | 0 | 1 | 002:200 | ±0    | 03     |
| 3.  | SC Corinthians   | 2   | 0 | 0 | 2 | 000:400 | −4    | 0      |

| 30. Juli 2003     |     |                  |
| SC Corinthians    | 0:2 | Atlético Mineiro |
| 13. August 2003   |     |                  |
| Fluminense FC     | 2:0 | SC Corinthians   |
| 3. September 2003 |     |                  |
| Atlético Mineiro  | 0:2 | Fluminense FC    |

#### Gruppe 3
| Pl. | Verein           | Sp. | S | U | N | Tore    | Diff. | Punkte |
| --- | ---------------- | --- | - | - | - | ------- | ----- | ------ |
| 1.  | FC São Paulo     | 2   | 2 | 0 | 0 | 006:100 | +5    | 06     |
| 2.  | CR Vasco da Gama | 2   | 0 | 1 | 1 | 002:300 | −1    | 01     |
| 3.  | Grêmio FBPA      | 2   | 0 | 1 | 1 | 001:500 | −4    | 01     |

| 30. Juli 2003     |     |                  |
| Grêmio FBPA       | 0:4 | FC São Paulo     |
| 27. August 2003   |     |                  |
| CR Vasco da Gama  | 1:1 | Grêmio FBPA      |
| 3. September 2003 |     |                  |
| FC São Paulo      | 2:1 | CR Vasco da Gama |

#### Gruppe 4
| Pl. | Verein         | Sp. | S | U | N | Tore    | Diff. | Punkte |
| --- | -------------- | --- | - | - | - | ------- | ----- | ------ |
| 1.  | AD São Caetano | 2   | 1 | 1 | 0 | 004:100 | +3    | 04     |
| 2.  | Cruzeiro EC    | 3   | 1 | 1 | 1 | 002:100 | +1    | 04     |
| 3.  | SE Palmeiras   | 2   | 0 | 0 | 2 | 000:400 | −4    | 0      |

| 30. Juli 2003   |     |                |
| AD São Caetano  | 3:0 | SE Palmeiras   |
| 13. August 2003 |     |                |
| SE Palmeiras    | 0:1 | Cruzeiro EC    |
| 27. August 2003 |     |                |
| Cruzeiro EC     | 1:1 | AD São Caetano |

### Finalrunde
Die Hinspiele fanden am 17. September, die Rückspiele am 1. Oktober 2003 statt.
|                | Gesamt |               | Hinspiel | Rückspiel |
| -------------- | ------ | ------------- | -------- | --------- |
| AD São Caetano | 1:2    | FC Santos     | 0:1      | 1:1       |
| FC São Paulo   | 2:1    | Fluminense FC | 1:0      | 1:1       |

Brasiliens Vertreter für das Viertelfinale waren somit der FC Santos und der FC São Paulo.

## Ausscheidung Bolivien / Venezuela / San Lorenzo
In dieser Runde ermittelten je zwei Vertreter aus Bolivien und Venezuela und Titelverteidiger San Lorenzo aus Argentinien einen Teilnehmer am Viertelfinale.

### 1. Runde
Freilose: CA San Lorenzo de Almagro, Club Bolívar und Club The Strongest
Das Hinspiel fand am 31. Juli, das Rückspiel am 5. August 2003 statt.
|            | Gesamt |                  | Hinspiel | Rückspiel |
| ---------- | ------ | ---------------- | -------- | --------- |
| Monagas SC | 1:3    | Deportivo Italia | 1:2      | 0:1       |

### 2. Runde
Die Hinspiele fanden am 7. und 14., die Rückspiele am 19. und 20. August 2003 statt.
|                    | Gesamt          |                           | Hinspiel | Rückspiel |
| ------------------ | --------------- | ------------------------- | -------- | --------- |
| Club The Strongest | 3:3 (4:2 i. E.) | Club Bolívar              | 2:2      | 1:1       |
| Deportivo Italia   | 1:8             | CA San Lorenzo de Almagro | 1:2      | 0:6       |

### 3. Runde
Das Hinspiel fand am 16. September, das Rückspiel am 7. Oktober 2003 statt.
|                    | Gesamt |                           | Hinspiel | Rückspiel |
| ------------------ | ------ | ------------------------- | -------- | --------- |
| Club The Strongest | 3:2    | CA San Lorenzo de Almagro | 2:0      | 1:2       |

Für das Viertelfinale qualifizierte sich Club The Strongest aus Bolivien.

## Ausscheidung Chile / Peru

### 1. Runde
Die Hinspiele fanden am 7. und 5. August, die Rückspiele am 26. August und 2. September 2003 statt.
|                         | Gesamt          |                   | Hinspiel | Rückspiel |
| ----------------------- | --------------- | ----------------- | -------- | --------- |
| Club Sportivo Cienciano | 2:0             | Alianza Lima      | 1:0      | 1:0       |
| CD Universidad Católica | 2:2 (5:3 i. E.) | Provincial Osorno | 0:1      | 2:1       |

### 2. Runde
Das Hinspiel fand am 25. September, das Rückspiel am 2. Oktober 2003 statt.
|                         | Gesamt |                         | Hinspiel | Rückspiel |
| ----------------------- | ------ | ----------------------- | -------- | --------- |
| Club Sportivo Cienciano | 5:3    | CD Universidad Católica | 4:0      | 1:3       |

Für das Viertelfinale qualifizierte sich der Club Sportivo Cienciano aus Peru.

## Ausscheidung Ecuador / Kolumbien

### 1. Runde
Die Hinspiele fanden am 29. Juli und 6. August, die Rückspiele am 12. und 21. August 2003 statt.
|                 | Gesamt |                        | Hinspiel | Rückspiel |
| --------------- | ------ | ---------------------- | -------- | --------- |
| LDU Quito       | 3:2    | Barcelona SC Guayaquil | 2:0      | 1:2       |
| Deportivo Pasto | 1:2    | Atlético Nacional      | 0:0      | 1:2       |

### 2. Runde
Das Hinspiel fand am 18. September, das Rückspiel am 2. Oktober 2003 statt.
|           | Gesamt |                   | Hinspiel | Rückspiel |
| --------- | ------ | ----------------- | -------- | --------- |
| LDU Quito | 1:2    | Atlético Nacional | 1:1      | 0:1       |

Für das Viertelfinale qualifizierte sich Atlético Nacional Medellín aus Kolumbien.

## Ausscheidung Paraguay / Uruguay

### 1. Runde
Die Hinspiele fanden am 14. und 26. August, die Rückspiele am 28. August und 18. September 2003 statt.
|              | Gesamt          |                     | Hinspiel | Rückspiel |
| ------------ | --------------- | ------------------- | -------- | --------- |
| Club Guaraní | 1:1 (2:4 i. E.) | Club Libertad       | 0:1      | 1:0       |
| Danubio FC   | 2:3             | Nacional Montevideo | 0:1      | 2:2       |

### 2. Runde
Das Hinspiel fand am 24. September, das Rückspiel am 30. September 2003 statt.
|                     | Gesamt          |               | Hinspiel | Rückspiel |
| ------------------- | --------------- | ------------- | -------- | --------- |
| Nacional Montevideo | 3:3 (2:3 i. E.) | Club Libertad | 3:0      | 0:3       |

Für das Viertelfinale qualifizierte sich der Club Libertad Asunción aus Paraguay.

## Viertelfinale
Teilnehmer waren die acht Sieger der regionalen Ausscheidungen. Die Hinspiele fanden am 16., 22., 23. und 29. Oktober, die Rückspiele am 29. Oktober sowie am 5. und 12. November 2003 statt.
|                    | Gesamt |                         | Hinspiel | Rückspiel |
| ------------------ | ------ | ----------------------- | -------- | --------- |
| FC Santos          | 2:3    | Club Sportivo Cienciano | 1:1      | 1:2       |
| Boca Juniors       | 1:5    | Atlético Nacional       | 0:1      | 1:4       |
| River Plate        | 2:1    | Club Libertad           | 2:0      | 0:1       |
| Club The Strongest | 2:7    | FC São Paulo            | 1:4      | 1:3       |

## Halbfinale
Die Hinspiele fanden am 13. und 26. November, die Rückspiele am 4. und 3. Dezember statt.
|                   | Gesamt          |                         | Hinspiel | Rückspiel |
| ----------------- | --------------- | ----------------------- | -------- | --------- |
| Atlético Nacional | 1:3             | Club Sportivo Cienciano | 1:2      | 0:1       |
| River Plate       | 3:3 (4:2 i. E.) | FC São Paulo            | 3:1      | 0:2       |

## Finale

### Hinspiel
| River Plate                                                                     | River Plate | Club Sportivo Cienciano | Club Sportivo Cienciano |
| ------------------------------------------------------------------------------- | --- | --- | ----------------------- |
| River Plate                                                                     | \| 10. Dezember 2003 in Buenos Aires (Estadio Monumental Antonio Vespucio Liberti) \| \| Ergebnis: 3:3 (1:1) \| \| Zuschauer: 53.000 \| \| Schiedsrichter: Carlos Simon ( Brasilien) \|                                                                                                  | \| 10. Dezember 2003 in Buenos Aires (Estadio Monumental Antonio Vespucio Liberti) \| \| Ergebnis: 3:3 (1:1) \| \| Zuschauer: 53.000 \| \| Schiedsrichter: Carlos Simon ( Brasilien) \| | Club Sportivo Cienciano |
| River Plate                                                                     | Franco Costanzo – Luis Lobo, Cristian Tula, Ricardo Rojas, Kilian Virviescas – Eduardo Coudet (73. Alejandro Domínguez), Oscar Ahumada, Luis González (70. Daniel Ludueña), Marcelo Gallardo – Daniel Montenegro (61. Marcelo Salas), Maxi López Cheftrainer: Manuel Pellegrini ( Chile) | Oscar Ibáñez – Miguel Llanos (87. Carlos Lobatón), Carlos Lugo, Santiago Acasiete, Giuliano Portilla – Alessandro Morán, Juan Carlos La Rosa, Juan Carlos Bazalar, Julio César García – Rodrigo Saraz (54. Paolo Maldonado / 91. César Ccahuantico), Germán Carty Cheftrainer: Freddy Ternero | Club Sportivo Cienciano |
| River Plate                                                                     | 1:1 Maxi López (28.) 2:1 Maxi López (50.) 3:3 Marcelo Salas (85.) | 0:1 Giuliano Portilla (26.) 2:2 Germán Carty (67.) 2:3 Giuliano Portilla (79.) | Club Sportivo Cienciano |
| River Plate                                                                     | Luis Lobo (2.), Daniel Montenegro (53.), Marcelo Gallardo (63.) | Juan Carlos Bazalar (19.), Juan Carlos La Rosa (21.), Alessandro Morán (60.) | Club Sportivo Cienciano |
| 10. Dezember 2003 in Buenos Aires (Estadio Monumental Antonio Vespucio Liberti) | | |                         |
| Ergebnis: 3:3 (1:1)                                                             | | |                         |
| Zuschauer: 53.000                                                               | | |                         |
| Schiedsrichter: Carlos Simon ( Brasilien)                                       | | |                         |

### Rückspiel
| Club Sportivo Cienciano                                       | Club Sportivo Cienciano | River Plate | River Plate |
| ------------------------------------------------------------- | --- | --- | ----------- |
| Club Sportivo Cienciano                                       | \| 19. Dezember 2003 in Arequipa (Estadio Monumental de la UNSA) \| \| Ergebnis: 1:0 (0:0) \| \| Zuschauer: 60.000 \| \| Schiedsrichter: Gustavo Méndez ( Uruguay) \| | \| 19. Dezember 2003 in Arequipa (Estadio Monumental de la UNSA) \| \| Ergebnis: 1:0 (0:0) \| \| Zuschauer: 60.000 \| \| Schiedsrichter: Gustavo Méndez ( Uruguay) \| | River Plate |
| Club Sportivo Cienciano                                       | Oscar Ibáñez – Alessandro Morán, Santiago Acasiete, Carlos Lugo, Giuliano Portilla – Juan Carlos La Rosa, Juan Carlos Bazalar (92. Miguel Llanos), Julio César García, Paolo Maldonado (58. César Ccahuantico) – Rodrigo Saraz (83. Martín García), Germán Carty Cheftrainer: Freddy Ternero | Franco Costanzo – Oscar Ahumada (85. Daniel Ludueña), Horacio Ameli, Eduardo Tuzzio, Ricardo Rojas – Eduardo Coudet , Javier Mascherano, Luis González (76. Alejandro Domínguez), Marcelo Gallardo – Maxi López, Marcelo Salas (16. Daniel Montenegro) Cheftrainer: Manuel Pellegrini ( Chile) | River Plate |
| Club Sportivo Cienciano                                       | 1:0 Carlos Lugo (78.) | | River Plate |
| Club Sportivo Cienciano                                       | Alessandro Morán (19.), Oscar Ibáñez (53.), Germán Carty (84.) | Maxi López (27.), Ricardo Rojas (77.), Eduardo Tuzzio (84.) | River Plate |
| Club Sportivo Cienciano                                       | Juan Carlos La Rosa (52.), Julio César García (84.) | | River Plate |
| 19. Dezember 2003 in Arequipa (Estadio Monumental de la UNSA) | | |             |
| Ergebnis: 1:0 (0:0)                                           | | |             |
| Zuschauer: 60.000                                             | | |             |
| Schiedsrichter: Gustavo Méndez ( Uruguay)                     | | |             |

## Beste Torschützen
| Rang | Spieler            | Klub                      | Tore |
| ---- | ------------------ | ------------------------- | ---- |
| 1    | Germán Carty       | Club Sportivo Cienciano   | 6    |
| 2    | Kléber             | FC São Paulo              | 5    |
| 3    | Fernando Cavenaghi | River Plate               | 4    |
| 4    | Jefferson Feijao   | SC Internacional          | 3    |
|      | Beto Acosta        | CA San Lorenzo de Almagro | 3    |